# Bundestagswahlkreis Nordsachsen
Der Bundestagswahlkreis Nordsachsen (Wahlkreis 150; bis zur Bundestagswahl 2021 Wahlkreis 151) ist ein Wahlkreis in Sachsen. Er umfasst den Landkreis Nordsachsen. Die Vorgängerwahlkreise mit ähnlichem Territorium waren die Wahlkreise Delitzsch – Torgau-Oschatz – Riesa und Delitzsch – Eilenburg – Torgau – Wurzen.

## Wahlkreisgeschichte
Mit der Kreisreform von 2008 wurden auch die Wahlkreise in Sachsen grundsätzlich neu gestaltet. Der Wahlkreis umfasste bis 2005 neben den ehemaligen Landkreisen Delitzsch und Torgau-Oschatz auch mehrere Gemeinden aus dem Landkreis Riesa-Großenhain. Diese kamen 2009 zum neu gebildeten Bundestagswahlkreis Meißen.
| Wahl      | Wahlkreisname                               | Gebiet |
| --------- | ------------------------------------------- | --- |
| 1990–1998 | 308 Delitzsch – Eilenburg – Torgau – Wurzen | Landkreis Delitzsch, Landkreis Torgau, Landkreis Eilenburg, Landkreis Wurzen                                                                    |
| 2002–2005 | 152 Delitzsch – Torgau-Oschatz – Riesa      | Landkreis Delitzsch, Landkreis Torgau-Oschatz, vom Landkreis Riesa-Großenhain die Gemeinden Hirschstein, Riesa, Stauchitz, Strehla und Zeithain |
| 2009      | 152 Nordsachsen                             | Landkreis Nordsachsen |
| 2013–2021 | 151 Nordsachsen                             | Landkreis Nordsachsen |
| 2025–     | 150 Nordsachsen                             | Landkreis Nordsachsen |

## Wahlkreisabgeordnete
| Wahl | Abgeordneter | Abgeordneter      | Partei | Stimmen in % |
| ---- | ------------ | ----------------- | ------ | ------------ |
| 1990 |              | Angelika Pfeiffer | CDU    | 48,2         |
| 1994 | 49,3         | Angelika Pfeiffer | CDU    |              |
| 1998 |              | Richard Schuhmann | SPD    | 35,2         |
| 2002 |              | Manfred Kolbe     | CDU    | 38,7         |
| 2005 | 36,5         | Manfred Kolbe     | CDU    |              |
| 2009 | 40,9         | Manfred Kolbe     | CDU    |              |
| 2013 |              | Marian Wendt      | CDU    | 45,6         |
| 2017 | 32,8         | Marian Wendt      | CDU    |              |
| 2021 |              | René Bochmann     | AfD    | 27,8         |
| 2025 | 43,8         | René Bochmann     | AfD    |              |

## Wahlergebnisse

### Bundestagswahl 2025
| Kandidaten                                             | Kandidaten                 | Parteien/Listen       | Erststimmen | Erststimmen | Zweitstimmen | Zweitstimmen |
| Kandidaten                                             | Kandidaten                 | Parteien/Listen       | Stimmen     | %           | Stimmen      | %            |
| ------------------------------------------------------ | -------------------------- | --------------------- | ----------- | ----------- | ------------ | ------------ |
|                                                        | René Bochmanngewählt im WK | AfD                   | 55.024      | 43,8        | 53.911       | 42,8         |
|                                                        | Heiko Wittig               | SPD                   | 12.554      | 10,0        | 10.560       | 8,4          |
|                                                        | Christiane Schenderlein    | CDU                   | 31.398      | 25,0        | 26.171       | 20,8         |
|                                                        | Laurenz Frenzel            | FDP                   | 2.684       | 2,1         | 4.012        | 3,2          |
|                                                        | Peter Neßmann              | Die Linke             | 10.502      | 8,4         | 10.081       | 8,0          |
|                                                        | Kai-Uwe Tüchler            | Bündnis 90/Die Grünen | 3.090       | 2,5         | 4.308        | 3,4          |
|                                                        | Mike Kühne                 | Freie Wähler          | 7.092       | 5,6         | 2.753        | 2,2          |
|                                                        | –                          | Tierschutzpartei      | –           | –           | 1.484        | 1,2          |
|                                                        | Alexander Sucker           | Die PARTEI            | 1.523       | 1,2         | 667          | 0,5          |
|                                                        | –                          | Piraten               | –           | –           | 173          | 0,1          |
|                                                        | Falk Fiebig                | Volt                  | 906         | 0,7         | 483          | 0,4          |
|                                                        | –                          | PdH                   | –           | –           | 104          | 0,1          |
|                                                        | –                          | MLPD                  | –           | –           | 52           | 0,0          |
|                                                        | Mike Scharsich             | Bündnis Deutschland   | 953         | 0,8         | 350          | 0,3          |
|                                                        | –                          | BSW                   | –           | –           | 10.945       | 8,7          |
| Gesamt                                                 | Gesamt                     | Gesamt                | 125.726     | 100         | 126.054      | 100          |
|                                                        |                            |                       |             |             |              |              |
| Ungültige Stimmen                                      | Ungültige Stimmen          | Ungültige Stimmen     | 1.179       | 0,9         | 851          | 0,7          |
| Wähler                                                 | Wähler                     | Wähler                | 126.905     | 80,1        | 126.905      | 80,1         |
| Wahlberechtigte                                        | Wahlberechtigte            | Wahlberechtigte       | 158.475     |             | 158.475      |              |
|                                                        |                            |                       |             |             |              |              |
| Quellen: Die Bundeswahlleiterin, Kandidaten – Ergebnis |                            |                       |             |             |              |              |

### Bundestagswahl 2021
René Bochmann (AfD) vertritt den Bundestagswahlkreis Nordsachsen direkt im 20. Deutschen Bundestag. Christiane Schenderlein erreichte über die Landesliste der CDU einen Platz im Bundestag.
| Kandidaten                                          | Kandidaten                 | Parteien/Listen      | Erststimmen | Erststimmen | Zweitstimmen | Zweitstimmen |
| Kandidaten                                          | Kandidaten                 | Parteien/Listen      | Stimmen     | %           | Stimmen      | %            |
| --------------------------------------------------- | -------------------------- | -------------------- | ----------- | ----------- | ------------ | ------------ |
|                                                     | René Bochmanngewählt im WK | AfD                  | 32.702      | 27,8        | 32.066       | 27,2         |
|                                                     | Christiane Schenderlein    | CDU                  | 26.883      | 22,8        | 23.000       | 19,5         |
|                                                     | Phillipp Rubach            | Die Linke            | 9.446       | 8,0         | 8.868        | 7,5          |
|                                                     | Rüdiger Kleinke            | SPD                  | 22.257      | 18,9        | 24.732       | 21,0         |
|                                                     | Martin Richter             | FDP                  | 10.251      | 8,7         | 12.476       | 10,6         |
|                                                     | Denis Korn                 | GRÜNE                | 5.883       | 5,0         | 5.462        | 4,6          |
|                                                     | –                          | Tierschutzpartei     | –           | –           | 2.311        | 2,0          |
|                                                     | Karsten Gutjahr            | Die PARTEI           | 2.069       | 1,8         | 1.333        | 1,1          |
|                                                     | –                          | NPD                  | –           | –           | 473          | 0,4          |
|                                                     | Chris Daiser               | FREIE WÄHLER         | 4.707       | 4,0         | 3.346        | 2,8          |
|                                                     | –                          | PIRATEN              | –           | –           | 404          | 0,3          |
|                                                     | Uta Strenger               | ÖDP                  | 416         | 0,4         | 240          | 0,2          |
|                                                     | –                          | V-Partei³            | –           | –           | 61           | 0,1          |
|                                                     | –                          | MLPD                 | –           | –           | 76           | 0,1          |
|                                                     | Doreen Klinger             | dieBasis             | 1.716       | 1,5         | 1.363        | 1,2          |
|                                                     | –                          | Bündnis C            | –           | –           | 88           | 0,1          |
|                                                     | –                          | III. Weg             | –           | –           | 268          | 0,2          |
|                                                     | –                          | DKP                  | –           | –           | 89           | 0,1          |
|                                                     | –                          | Die Humanisten       | –           | –           | 137          | 0,1          |
|                                                     | –                          | Gesundheitsforschung | –           | –           | 598          | 0,5          |
|                                                     | –                          | Team Todenhöfer      | –           | –           | 196          | 0,2          |
|                                                     | –                          | Volt                 | –           | –           | 170          | 0,1          |
|                                                     | Sven Asmus                 | Einzelbewerber       | 223         | 0,2         | –            | –            |
|                                                     | Sandro Oschkinat           | Einzelbewerber       | 1.112       | 0,9         | –            | –            |
| Gesamt                                              | Gesamt                     | Gesamt               | 117.665     | 100         | 117.757      | 100          |
|                                                     |                            |                      |             |             |              |              |
| Ungültige Stimmen                                   | Ungültige Stimmen          | Ungültige Stimmen    | 1.541       | 1,3         | 1.449        | 1,2          |
| Wähler                                              | Wähler                     | Wähler               | 119.206     | 73,9        | 119.206      | 73,9         |
| Wahlberechtigte                                     | Wahlberechtigte            | Wahlberechtigte      | 161.279     |             | 161.279      |              |
|                                                     |                            |                      |             |             |              |              |
| Quellen: Der Bundeswahlleiter, Kandidaten – Stimmen |                            |                      |             |             |              |              |

### Bundestagswahl 2017
| Kandidaten                                          | Kandidaten                | Parteien/Listen   | Erststimmen | Erststimmen | Zweitstimmen | Zweitstimmen |
| Kandidaten                                          | Kandidaten                | Parteien/Listen   | Stimmen     | %           | Stimmen      | %            |
| --------------------------------------------------- | ------------------------- | ----------------- | ----------- | ----------- | ------------ | ------------ |
|                                                     | Marian Wendtgewählt im WK | CDU               | 38.207      | 32,8        | 34.321       | 29,4         |
|                                                     | Susanna Karawanskij       | Die Linke         | 20.028      | 17,2        | 17.173       | 14,7         |
|                                                     | Rüdiger Kleinke           | SPD               | 16.248      | 14,0        | 14.519       | 12,5         |
|                                                     | Detlev Spangenberg        | AfD               | 31.244      | 26,8        | 31.301       | 26,9         |
|                                                     | Jörg Bornack              | GRÜNE             | 3.070       | 2,6         | 3.021        | 2,6          |
|                                                     | –                         | NPD               | –           | –           | 1.789        | 1,5          |
|                                                     | Christoph Waitz           | FDP               | 7.641       | 6,6         | 9.189        | 7,9          |
|                                                     | –                         | PIRATEN           | –           | –           | 397          | 0,3          |
|                                                     | –                         | FREIE WÄHLER      | –           | –           | 1.273        | 1,1          |
|                                                     | –                         | BüSo              | –           | –           | 60           | 0,1          |
|                                                     | –                         | MLPD              | –           | –           | 99           | 0,1          |
|                                                     | –                         | BGE               | –           | –           | 340          | 0,3          |
|                                                     | –                         | DiB               | –           | –           | 155          | 0,1          |
|                                                     | –                         | ÖDP               | –           | –           | 167          | 0,1          |
|                                                     | –                         | Die PARTEI        | –           | –           | 891          | 0,8          |
|                                                     | –                         | Tierschutzpartei  | –           | –           | 1.714        | 1,5          |
|                                                     | –                         | V-Partei³         | –           | –           | 154          | 0,1          |
| Gesamt                                              | Gesamt                    | Gesamt            | 116.438     | 100         | 116.563      | 100          |
|                                                     |                           |                   |             |             |              |              |
| Ungültige Stimmen                                   | Ungültige Stimmen         | Ungültige Stimmen | 1.732       | 1,5         | 1.607        | 1,4          |
| Wähler                                              | Wähler                    | Wähler            | 118.170     | 72,1        | 118.170      | 72,1         |
| Wahlberechtigte                                     | Wahlberechtigte           | Wahlberechtigte   | 163.916     |             | 163.916      |              |
|                                                     |                           |                   |             |             |              |              |
| Quellen: Der Bundeswahlleiter, Kandidaten – Stimmen |                           |                   |             |             |              |              |

### Bundestagswahl 2013
| Kandidaten                                          | Kandidaten                | Parteien/Listen   | Erststimmen | Erststimmen | Zweitstimmen | Zweitstimmen |
| Kandidaten                                          | Kandidaten                | Parteien/Listen   | Stimmen     | %           | Stimmen      | %            |
| --------------------------------------------------- | ------------------------- | ----------------- | ----------- | ----------- | ------------ | ------------ |
|                                                     | Marian Wendtgewählt im WK | CDU               | 49.906      | 45,6        | 49.473       | 44,9         |
|                                                     | Susanna Karawanskij       | Die Linke         | 23.843      | 21,8        | 22.696       | 20,6         |
|                                                     | Heiko Wittig              | SPD               | 22.316      | 20,4        | 16.970       | 15,4         |
|                                                     | Jutta Kreitz              | FDP               | 2.276       | 2,1         | 2.912        | 2,6          |
|                                                     | Bernd Brandtner           | GRÜNE             | 3.399       | 3,1         | 3.144        | 2,9          |
|                                                     | Jens Gatter               | NPD               | 5.572       | 5,1         | 4.272        | 3,9          |
|                                                     | –                         | BüSo              | –           | –           | 137          | 0,1          |
|                                                     | –                         | MLPD              | –           | –           | 104          | 0,1          |
|                                                     | –                         | AfD               | –           | –           | 6.762        | 6,1          |
|                                                     | –                         | pro Deutschland   | –           | –           | 394          | 0,4          |
|                                                     | –                         | FREIE WÄHLER      | –           | –           | 1.158        | 1,1          |
|                                                     | Henny Kellner             | PIRATEN           | 2.149       | 2,0         | 2.141        | 1,9          |
| Gesamt                                              | Gesamt                    | Gesamt            | 109.461     | 100         | 110.163      | 100          |
|                                                     |                           |                   |             |             |              |              |
| Ungültige Stimmen                                   | Ungültige Stimmen         | Ungültige Stimmen | 2.610       | 2,3         | 1.908        | 1,7          |
| Wähler                                              | Wähler                    | Wähler            | 112.071     | 66,4        | 112.071      | 66,4         |
| Wahlberechtigte                                     | Wahlberechtigte           | Wahlberechtigte   | 168.695     |             | 168.695      |              |
|                                                     |                           |                   |             |             |              |              |
| Quellen: Der Bundeswahlleiter, Kandidaten – Stimmen |                           |                   |             |             |              |              |

### Bundestagswahl 2009
| Kandidaten                                          | Kandidaten                 | Parteien/Listen   | Erststimmen | Erststimmen | Zweitstimmen | Zweitstimmen |
| Kandidaten                                          | Kandidaten                 | Parteien/Listen   | Stimmen     | %           | Stimmen      | %            |
| --------------------------------------------------- | -------------------------- | ----------------- | ----------- | ----------- | ------------ | ------------ |
|                                                     | Manfred Kolbegewählt im WK | CDU               | 44.147      | 40,9        | 38.440       | 35,6         |
|                                                     | Jens Kabisch               | SPD               | 15.860      | 14,7        | 16.927       | 15,7         |
|                                                     | Peter Porsch               | DIE LINKE         | 27.760      | 25,7        | 27.765       | 25,7         |
|                                                     | Rainer Horbas              | FDP               | 10.611      | 9,8         | 13.747       | 12,7         |
|                                                     | Peter Hettlich             | GRÜNE             | 4.357       | 4,0         | 4.783        | 4,4          |
|                                                     | Mirko Beier                | NPD               | 5.108       | 4,7         | 5.069        | 4,7          |
|                                                     | –                          | BüSo              | –           | –           | 583          | 0,5          |
|                                                     | –                          | REP               | –           | –           | 381          | 0,4          |
|                                                     | –                          | MLPD              | –           | –           | 261          | 0,2          |
| Gesamt                                              | Gesamt                     | Gesamt            | 107.843     | 100         | 107.956      | 100          |
|                                                     |                            |                   |             |             |              |              |
| Ungültige Stimmen                                   | Ungültige Stimmen          | Ungültige Stimmen | 1.785       | 1,6         | 1.672        | 1,5          |
| Wähler                                              | Wähler                     | Wähler            | 109.628     | 61,4        | 109.628      | 61,4         |
| Wahlberechtigte                                     | Wahlberechtigte            | Wahlberechtigte   | 178.447     |             | 178.447      |              |
|                                                     |                            |                   |             |             |              |              |
| Quellen: Der Bundeswahlleiter, Kandidaten – Stimmen |                            |                   |             |             |              |              |

### Bundestagswahl 2005
| Kandidaten                                          | Kandidaten                 | Parteien/Listen   | Erststimmen | Erststimmen | Zweitstimmen | Zweitstimmen |
| Kandidaten                                          | Kandidaten                 | Parteien/Listen   | Stimmen     | %           | Stimmen      | %            |
| --------------------------------------------------- | -------------------------- | ----------------- | ----------- | ----------- | ------------ | ------------ |
|                                                     | Manfred Kolbegewählt im WK | CDU               | 60.846      | 36,5        | 50.650       | 30,4         |
|                                                     | Gabriele Hertel            | SPD               | 43.336      | 26,0        | 42.124       | 25,3         |
|                                                     | Thomas Kind                | Die Linke.        | 38.591      | 23,2        | 40.895       | 24,5         |
|                                                     | Stephan Kriebel            | FDP               | 8.584       | 5,2         | 14.960       | 9,0          |
|                                                     | Thoralf Koß                | GRÜNE             | 4.349       | 2,6         | 5.820        | 3,5          |
|                                                     | Jürgen Gansel              | NPD               | 8.783       | 5,3         | 8.591        | 5,2          |
|                                                     | –                          | REP               | –           | –           | 594          | 0,4          |
|                                                     | –                          | PBC               | –           | –           | 362          | 0,2          |
|                                                     | Andreas Lelke              | BüSo              | 1.426       | 0,9         | 857          | 0,5          |
|                                                     | –                          | AGFG              | –           | –           | 1.127        | 0,7          |
|                                                     | –                          | MLPD              | –           | –           | 224          | 0,1          |
|                                                     | –                          | PSG               | –           | –           | 392          | 0,2          |
|                                                     | Stefan Spaarmann           | Einzelbewerber    | 646         | 0,4         | –            | –            |
| Gesamt                                              | Gesamt                     | Gesamt            | 166.561     | 100         | 166.596      | 100          |
|                                                     |                            |                   |             |             |              |              |
| Ungültige Stimmen                                   | Ungültige Stimmen          | Ungültige Stimmen | 3.404       | 2,0         | 3.369        | 2,0          |
| Wähler                                              | Wähler                     | Wähler            | 169.965     | 74,3        | 169.965      | 74,3         |
| Wahlberechtigte                                     | Wahlberechtigte            | Wahlberechtigte   | 228.874     |             | 228.874      |              |
|                                                     |                            |                   |             |             |              |              |
| Quellen: Der Bundeswahlleiter, Kandidaten – Stimmen |                            |                   |             |             |              |              |

### Bundestagswahl 2002
| Kandidaten                                          | Kandidaten                  | Parteien/Listen   | Erststimmen | Erststimmen | Zweitstimmen | Zweitstimmen |
| Kandidaten                                          | Kandidaten                  | Parteien/Listen   | Stimmen     | %           | Stimmen      | %            |
| --------------------------------------------------- | --------------------------- | ----------------- | ----------- | ----------- | ------------ | ------------ |
|                                                     | Manfred Kolbegewählt im WK  | CDU               | 62.533      | 38,7        | 53.831       | 33,3         |
|                                                     | Liane Ilse Anneliese Deicke | SPD               | 56.295      | 34,9        | 58.217       | 36,0         |
|                                                     | Rene Fröhlich               | PDS               | 28.124      | 17,4        | 26.629       | 16,4         |
|                                                     | Peter Hettlich              | GRÜNE             | 4.116       | 2,5         | 5.173        | 3,2          |
|                                                     | Christian Schreiber         | FDP               | 10.363      | 6,4         | 11.432       | 7,1          |
|                                                     | –                           | REP               | –           | –           | 1.252        | 0,8          |
|                                                     | –                           | NPD               | –           | –           | 2.326        | 1,4          |
|                                                     | –                           | PBC               | –           | –           | 281          | 0,2          |
|                                                     | –                           | GRAUE             | –           | –           | 761          | 0,5          |
|                                                     | –                           | BüSo              | –           | –           | 258          | 0,2          |
|                                                     | –                           | Schill            | –           | –           | 1.729        | 1,1          |
| Gesamt                                              | Gesamt                      | Gesamt            | 161.431     | 100         | 161.889      | 100          |
|                                                     |                             |                   |             |             |              |              |
| Ungültige Stimmen                                   | Ungültige Stimmen           | Ungültige Stimmen | 3.027       | 1,8         | 2.569        | 1,6          |
| Wähler                                              | Wähler                      | Wähler            | 164.458     | 71,3        | 164.458      | 71,3         |
| Wahlberechtigte                                     | Wahlberechtigte             | Wahlberechtigte   | 230.648     |             | 230.648      |              |
|                                                     |                             |                   |             |             |              |              |
| Quellen: Der Bundeswahlleiter, Kandidaten – Stimmen |                             |                   |             |             |              |              |

### Bundestagswahl 1998
| Kandidaten                                          | Kandidaten                     | Parteien/Listen     | Erststimmen | Erststimmen | Zweitstimmen | Zweitstimmen |
| Kandidaten                                          | Kandidaten                     | Parteien/Listen     | Stimmen     | %           | Stimmen      | %            |
| --------------------------------------------------- | ------------------------------ | ------------------- | ----------- | ----------- | ------------ | ------------ |
|                                                     | Angelika Sabine Pfeiffer       | CDU                 | 42.333      | 32,8        | 38.347       | 29,6         |
|                                                     | Richard Schuhmanngewählt im WK | SPD                 | 45.524      | 35,2        | 43.272       | 33,4         |
|                                                     | Michael Friedrich              | PDS                 | 26.549      | 20,5        | 26.118       | 20,1         |
|                                                     | Ulf Jäckel                     | GRÜNE               | 3.684       | 2,9         | 3.999        | 3,1          |
|                                                     | Kerstin Ulrich                 | F.D.P.              | 4.136       | 3,2         | 4.687        | 3,6          |
|                                                     | –                              | BüSo                | –           | –           | 65           | 0,1          |
|                                                     | –                              | BFB – Die Offensive | –           | –           | 328          | 0,3          |
|                                                     | –                              | Chance 2000         | –           | –           | 370          | 0,3          |
|                                                     | –                              | DVU                 | –           | –           | 2.885        | 2,2          |
|                                                     | –                              | GRAUE               | –           | –           | 402          | 0,3          |
|                                                     | Falko Dittberner               | REP                 | 5.145       | 4,0         | 3.117        | 2,4          |
|                                                     | –                              | Pro DM              | –           | –           | 3.463        | 2,7          |
|                                                     | –                              | NPD                 | –           | –           | 2.278        | 1,8          |
|                                                     | –                              | ödp                 | –           | –           | 123          | 0,1          |
|                                                     | –                              | PBC                 | –           | –           | 253          | 0,2          |
|                                                     | Renate Alt                     | DSU                 | 1.078       | 0,8         | –            | –            |
|                                                     | Johanna Anna Maiwald           | Einzelbewerberin    | 752         | 0,6         | –            | –            |
| Gesamt                                              | Gesamt                         | Gesamt              | 129.201     | 100         | 129.707      | 100          |
|                                                     |                                |                     |             |             |              |              |
| Ungültige Stimmen                                   | Ungültige Stimmen              | Ungültige Stimmen   | 2.852       | 2,2         | 2.346        | 1,8          |
| Wähler                                              | Wähler                         | Wähler              | 132.053     | 81,0        | 132.053      | 81,0         |
| Wahlberechtigte                                     | Wahlberechtigte                | Wahlberechtigte     | 163.049     |             | 163.049      |              |
|                                                     |                                |                     |             |             |              |              |
| Quellen: Der Bundeswahlleiter, Kandidaten – Stimmen |                                |                     |             |             |              |              |

### Bundestagswahl 1994
| Kandidaten                             | Kandidaten                     | Parteien/Listen   | Erststimmen | Erststimmen | Zweitstimmen | Zweitstimmen |
| Kandidaten                             | Kandidaten                     | Parteien/Listen   | Stimmen     | %           | Stimmen      | %            |
| -------------------------------------- | ------------------------------ | ----------------- | ----------- | ----------- | ------------ | ------------ |
|                                        | Angelika Pfeiffergewählt im WK | CDU               | 51.134      | 49,3        | 47.663       | 45,7         |
|                                        | –                              | SPD               | 30.058      | 29,0        | 28.585       | 27,4         |
|                                        | –                              | PDS               | 18.854      | 18,2        | 17.234       | 16,5         |
|                                        | –                              | GRÜNE             | –           | –           | 4.554        | 4,4          |
|                                        | –                              | F.D.P.            | 3.616       | 3,5         | 4.069        | 3,9          |
|                                        | –                              | GRAUE             | –           | –           | 429          | 0,4          |
|                                        | –                              | REP               | –           | –           | 1.409        | 1,4          |
|                                        | –                              | MLPD              | –           | –           | 30           | 0,0          |
|                                        | –                              | ÖDP               | –           | –           | 161          | 0,2          |
|                                        | –                              | PBC               | –           | –           | 179          | 0,2          |
| Gesamt                                 | Gesamt                         | Gesamt            | 103.662     | 100         | 104.313      | 100          |
|                                        |                                |                   |             |             |              |              |
| Ungültige Stimmen                      | Ungültige Stimmen              | Ungültige Stimmen | 1.870       | 1,8         | 1.219        | 1,2          |
| Wähler                                 | Wähler                         | Wähler            | 105.532     | 68,6        | 105.532      | 68,6         |
| Wahlberechtigte                        | Wahlberechtigte                | Wahlberechtigte   | 153.945     |             | 153.945      |              |
|                                        |                                |                   |             |             |              |              |
| Quellen: Der Bundeswahlleiter, Stimmen |                                |                   |             |             |              |              |

### Bundestagswahl 1990
| Kandidaten                                       | Kandidaten                     | Parteien/Listen   | Erststimmen | Erststimmen | Zweitstimmen | Zweitstimmen |
| Kandidaten                                       | Kandidaten                     | Parteien/Listen   | Stimmen     | %           | Stimmen      | %            |
| ------------------------------------------------ | ------------------------------ | ----------------- | ----------- | ----------- | ------------ | ------------ |
|                                                  | Angelika Pleiffergewählt im WK | CDU               | 55.561      | 48,2        | 54.889       | 47,4         |
|                                                  | Wolfgang Triebe                | SPD               | 26.380      | 22,9        | 26.639       | 23,0         |
|                                                  | Michael Friedrich              | PDS               | 10.578      | 9,2         | 9.768        | 8,4          |
|                                                  | Reinhard Löwe                  | DSU               | 2.761       | 2,4         | 1.484        | 1,3          |
|                                                  | Sigrid Semper                  | F.D.P.            | 11.847      | 10,3        | 13.840       | 12,0         |
|                                                  | Hans-Jürgen Moltrecht          | GRÜNE             | 8.204       | 7,1         | 5.861        | 5,1          |
|                                                  | –                              | BSA               | –           | –           | 27           | 0,0          |
|                                                  | –                              | LIGA              | –           | –           | 144          | 0,1          |
|                                                  | –                              | DIE GRAUEN        | –           | –           | 749          | 0,6          |
|                                                  | –                              | REP               | –           | –           | 1.669        | 1,4          |
|                                                  | –                              | KPD               | –           | –           | 48           | 0,0          |
|                                                  | –                              | NPD               | –           | –           | 329          | 0,3          |
|                                                  | –                              | ÖDP               | –           | –           | 195          | 0,2          |
|                                                  | –                              | Patrioten         | –           | –           | 6            | 0,0          |
|                                                  | –                              | SpAD              | –           | –           | 19           | 0,0          |
|                                                  | –                              | VAA               | –           | –           | 105          | 0,1          |
| Gesamt                                           | Gesamt                         | Gesamt            | 115.331     | 100         | 115.772      | 100          |
|                                                  |                                |                   |             |             |              |              |
| Ungültige Stimmen                                | Ungültige Stimmen              | Ungültige Stimmen | 2.282       | 1,9         | 1.841        | 1,6          |
| Wähler                                           | Wähler                         | Wähler            | 117.613     | 75,1        | 117.613      | 75,1         |
| Wahlberechtigte                                  | Wahlberechtigte                | Wahlberechtigte   | 156.693     |             | 156.693      |              |
|                                                  |                                |                   |             |             |              |              |
| Quellen: Statistik Sachsen, Kandidaten – Stimmen |                                |                   |             |             |              |              |